# 二十世紀のパリ
『二十世紀のパリ』（にじっせいきのパリ、Paris au XXe Siècle ）は、ジュール・ヴェルヌが1860年に執筆した、ヴェルヌ初のSF未来小説。
1860年に出版され好評を博した初の長編小説『気球に乗って五週間』に次いで執筆されたが、長らく未発表の幻の作品となっていた。

## あらすじ
100年後の1960年8月13日、16歳のミシェル (Michel) はパリの「教育金融総合公社」を優秀な成績で卒業するが、授賞式で嘲笑を浴びる。
実は20世紀のフランスは科学万能主義が支配し、文化や芸術は金銭換算でのみ評価され、政治も世襲政治家によって占められており、ミシェルの専攻するラテン語や詩には、何の価値も与えられていなかった。
「世の中を動かす巨大な計算機」が差配する街には「地下や高架を走る鉄道」や「太陽に匹敵する照明」の照らし出す大通りを「ガスで走る馬の要らない馬車」が埋め尽くしていた。そして「交通渋滞」や大気汚染の蔓延する社会で「石油から合成されたパン」を食す人々の心はないがしろにされ、友情や家族の縁も薄れていた。
失意のうちに、銀行で計算機を扱う職に就いたミシェルはある日、恩師の娘に恋をする。ままならぬ日々の中でパリは大寒波に見舞われ、ミシェルは職を失い無一文となってしまう。そして、なけなしの小銭でパンではなく、彼女に贈るため花を買うのだった。

## 概要
今日で言う「ディストピア」を描き、ヴェルヌが生きていた19世紀における、科学・産業革命を賞賛する風潮とは一線を画した内容となっていたため、出版社はこれを「暗く荒唐無稽な作品」として出版しなかった。
本作はその後ヴェルヌの手元に死蔵され、死後に発表された未発表作品の目録に名前のみ存在し、研究者などからは幻の作品と呼ばれていたが、1991年、曾孫のジャン・ヴェルヌ（Jean Verne）によって偶然発見され、1994年にフランスとアメリカで、翌年には日本でも出版された。

## 書籍

### 日本語訳
- ジュール・ヴェルヌ 著、榊原晃三 訳『二十世紀のパリ』集英社、1995年3月。ISBN 4-08-773217-7。
- ジュール・ヴェルヌ 著、菊地有子 訳『20世紀のパリ』ブロンズ新社、1995年3月。ISBN 4-89309-097-6。